# Bembidion ambiguum
Bembidion ambiguum es una especie de escarabajo del género Bembidion, familia Carabidae. Fue descrita científicamente por Dejean en 1831.
Especie nativa de Europa y el norte de África; introducido en California (Estados Unidos). Habita en Grecia, Irak, Italia, Libia, Malta, Marruecos, Portugal, España y Túnez. Se encuentra en áreas suburbanas.